# Satanic Panic (film)
Pour plus de détails, voir Fiche technique et Distribution.
Satanic Panic est une comédie horrifique américaine réalisée par Chelsea Stardust, sortie en 2019.

## Synopsis
Jeune livreuse de pizzas à court d'argent, Samantha compte sur ses clients pour qu'ils lui donnent un pourboire... ce qu'ils ne font pas vraiment. Lors de sa dernière commande de la journée, située dans un grand manoir luxueux, elle décide de le réclamer en pénétrant dans l'immense demeure. Malheureusement, elle interrompt accidentellement une réunion de fidèles... satanistes, menée par la superbe Danica Ross. Ses disciples capturent aussitôt Samantha et la séquestrent. Lorsqu'elle se réveille, elle fait connaissance avec le mari de Danica, Samuel, qui lui révèle pourquoi elle a été enlevée. En effet, Danica et ses sbires ont besoin d'elle, une jeune fille vierge, pour compléter leur rituel satanique afin d'évoquer le démon Baphomet. Samuel tente de la violer mais il meurt accidentellement en essayant de la tuer. En s'échappant, Samantha rencontre leur fille Judi. Cette dernière lui apprend que sa mère voulait d'abord la sacrifier avant de découvrir qu'elle, Judi, a déjà fait l'amour. 
Dès lors, les deux filles tenteront ensemble de mettre fin au plan diabolique. Elles déjouent les plans de Danica qui perd le contrôle du coven au profit de Gypsy. Danica est apparemment tuée mais Gypsy n'arrive pas non plus à capturer Samantha et Judi pour mener au bout le rituel. 
Danica ressucite et se sert de ses pouvoirs pour finalement réussir la capture de Samantha et Judi..  
Danica retrouve alors le contrôle du Coven et tue Gypsy. L'invocation commence et Samantha est imprégnée surnaturellement par Baphomet.
Sam voit son ventre grossir. Pour se calmer, elle répète un mantra « deux lapins pelucheux », puis elle donne naissance à deux lapins pelucheux (plutôt que Baphomet comme prévu) sous le choc du clan. Sam trouve soudain la cour vide de tous les membres du clan. Un démon nommé Samaziel se manifeste devant Samantha sous l'apparence d'une petite fille. Samaziel explique qu'il occupe un rang plus élevé que Baphomet parmi les démons de l'enfer et est en colère que le clan ne l'adore pas. Parce que la ligne protectrice du sel avait été perturbée par la mort de Gypsy, Samaziel a pu entrer et faire des ravages dans le rituel. Sam convainc Samaziel de l'épargner, et alors que Sam s'enfuit, la cour est à nouveau peuplée du clan. Danica est décapitée alors que Samaziel rit. Les membres du coven commencent à mourir étouffés. Sam récupère l'un des lapins (l'autre ayant été tué) et s'échappe sur sa Vespa pendant que Samaziel lui dit au revoir.
Sam retourne à la pizzeria, où elle dit à son patron qu'elle part en Australie et part avec son lapin, désormais nommé Judi Junior.

## Fiche technique
- Titre : Satanic Panic
- Réalisation : Chelsea Stardust
- Scénario : Grady Hendrix
- Montage : Michael Sale
- Musique : Wolfmen of Mars
- Photographie : Mark Evans
- Production : Dallas Sonnier, Amanda Presmyk et Adam Goldworm
- Sociétés de production : Fangoria et Aperture Entertainment
- Société de distribution : RLJE Films
- Pays :  États-Unis
- Langue originale : anglais
- Format : couleur
- Genres : comédie horrifique
- Durée : 80 minutes
- Dates de sortie :
  -  États-Unis : 6 septembre 2019
  -  France : 5 mai 2020 (DVD)

## Distribution
- Rebecca Romijn : Danica Ross
- Hayley Griffith : Samantha 'Sam' Craft
- Jerry O'Connell : Samuel Ross
- Ruby Modine : Judi Ross
- Jordan Ladd : Kim Larson
- Arden Myrin : Gypsy Neumieir
- Whitney Moore : Michelle Larson
- Jeff Daniel Phillips : Steve Larson
- Michael Polish : Gary Neumieir
- Hannah Stocking : Kristen Larson
- AJ Bowen : Duncan Havermyer
- Skeeta Jenkins : Mr. Styles